# Metabolismo de los ácidos nucleicos

Composición de los nucleótidos, los cuales conforman los ácidos nucleicos.

El metabolismo de los ácidos nucleicos es el proceso mediante el cual los ácidos nucleicos (ADN y ARN) son sintetizados, degradados y convertidos. Los ácidos nucleicos son los biopolímeros de los nucleótidos. Las purinas (adenina y guanina) y las pirimidinas (citosina, timina y uracilo) tienen funciones esenciales en la replicación del ADN, la transcripción genética, la síntesis de proteínas y el metabolismo celular. La síntesis de nucleótidos es un mecanismo anabólico que involucra una reacción química de fosfato, pentosa y una base nitrogenada. La degradación de nucleótidos es un proceso catabólico. Adicionalmente, partes de nucleótidos o nucleobases pueden ser recuperados para volver a crear nuevos nucleótidos. Tanto las reacciones de síntesis como de las de degradación requieren de enzimas para que se facilite el proceso. Las deficiencia o defectos en estas enzimas pueden dar lugar a varias enfermedades metabólicas.